# Aeolesthes basicornis
Aeolesthes basicornis là một loài bọ cánh cứng trong họ Cerambycidae.